# Yusuke Maeda
Yusuke Maeda (前田 悠佑 Maeda Yusuke?), född 23 november 1984 i Fukuoka prefektur, är en japansk fotbollsspelare.
Maeda började sin karriär 2007 i Honda Lock SC. Han spelade 129 ligamatcher för klubben. 2012 flyttade han till V-Varen Nagasaki. Han spelade 170 ligamatcher för klubben.